# Robert-Jan Derksen
Robert-Jan Derksen (* 3. Januar 1974 in Nijmegen) ist ein niederländischer Profigolfer der European Tour.
Viermal in Folge (1993–96) gewann er die niederländischen Amateurmeisterschaften und wurde 1996 Berufsgolfer.
Derksen qualifizierte sich erstmals für die Saison 1998 der European Tour, konnte sich aber nicht durchgehend auf der großen Turnierserie behaupten, und stieg zeitweilig in die zweitgereihte Challenge Tour ab. Trotzdem hat er schon zwei Titel auf der European Tour gewonnen; die immer gut besetzten Dubai Desert Classic im Jahr 2003 (vor Ernie Els), und die Madeira Island Open 2005. Seine beste Saison war 2003, als Derksen in der abschließenden Geldrangliste den 40. Platz einnehmen konnte.
Für sein Land spielte er bislang sechsmal im World Cup.

## European Tour Siege
- 2003 Dubai Desert Classic
- 2005 Madeira Island Open Caixa Geral de Depositos

## Teilnahmen an Teambewerben
- World Cup: 2001, 2004, 2005, 2007, 2011, 2013